# Gerd Krumeich

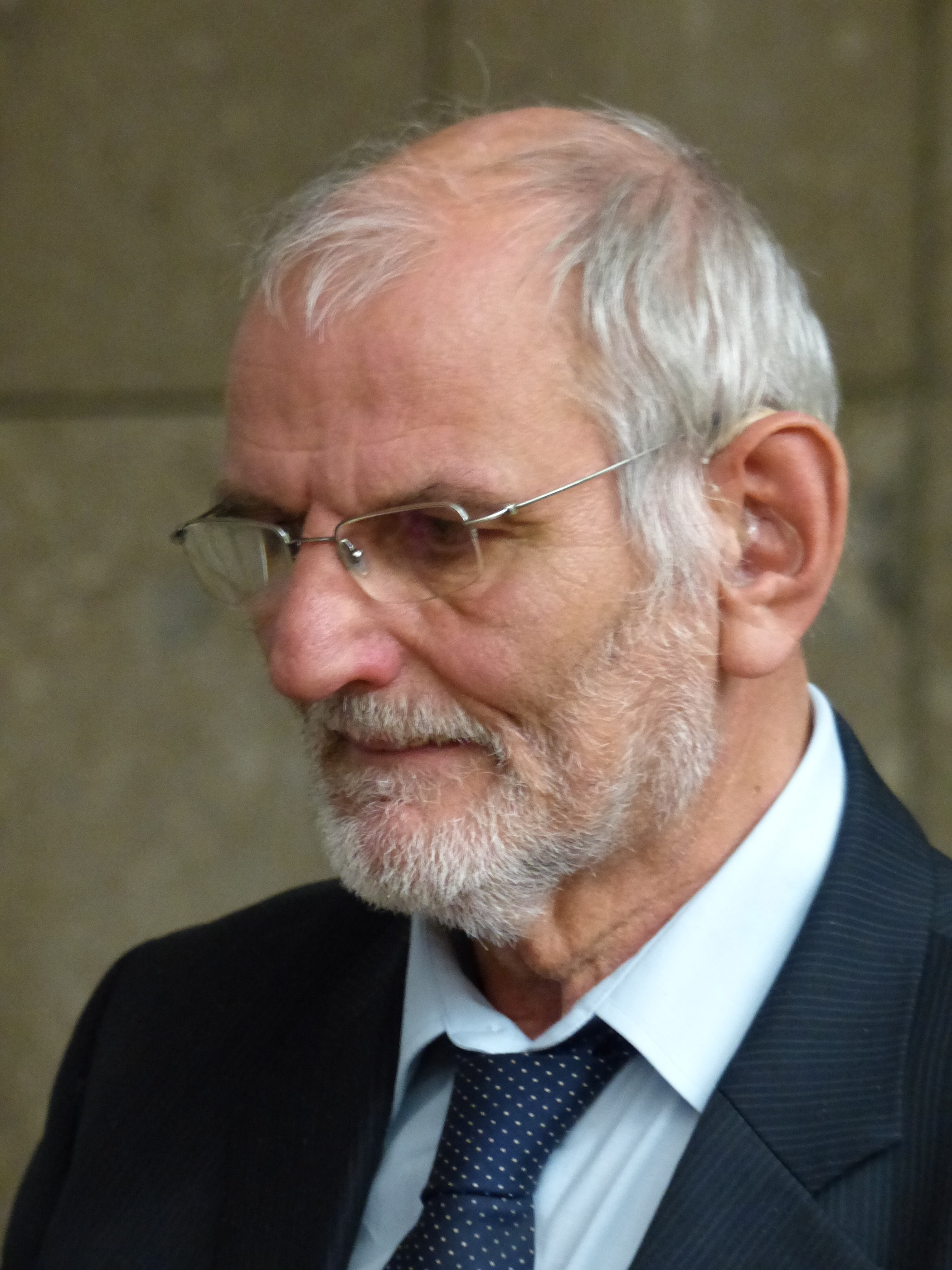
Gerd Krumeich beim „Historischen Quartett“ am 23. September 2014 in der Modernen Galerie des Saarlandmuseums in Saarbrücken

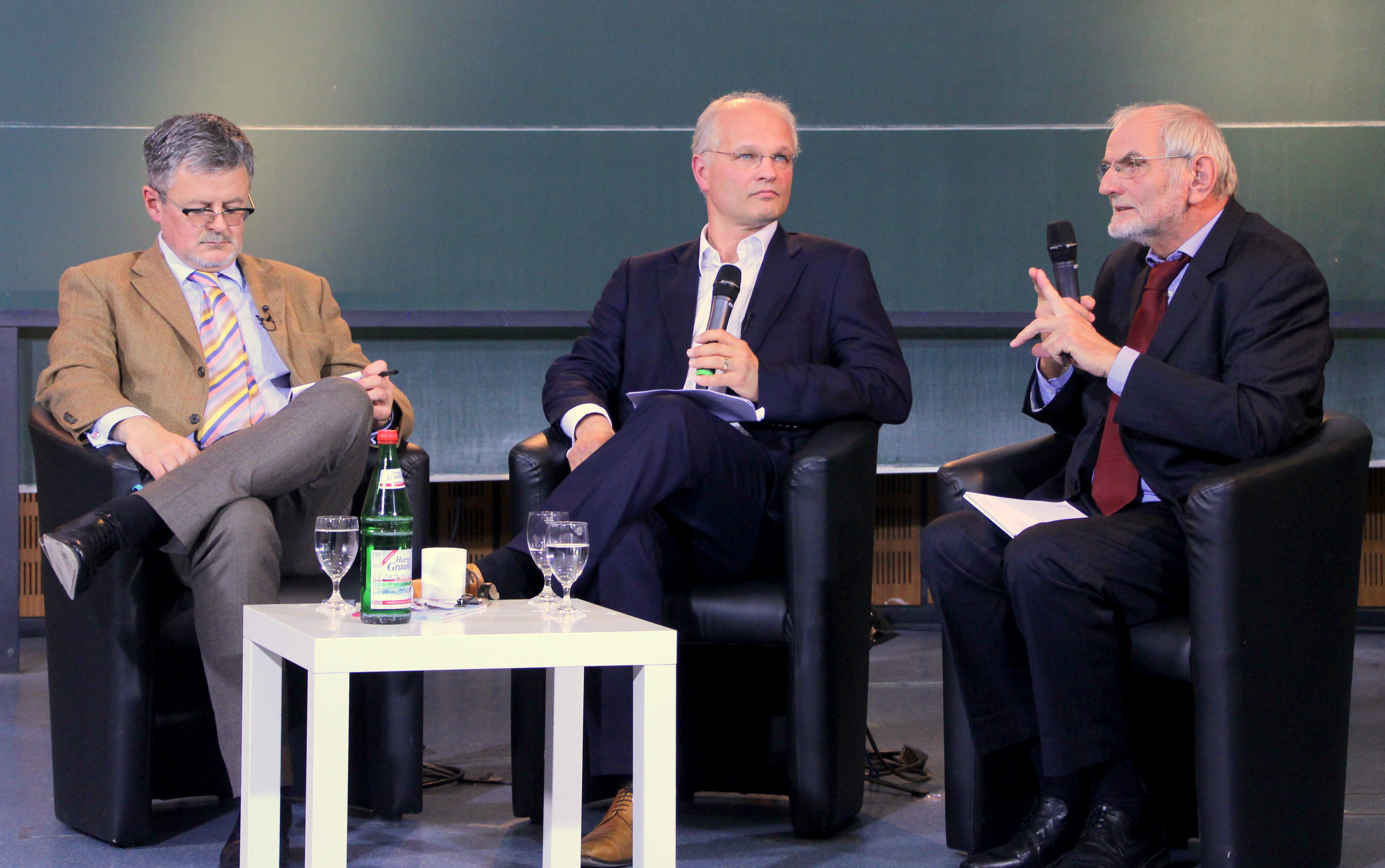
Gerd Krumeich mit Christopher Clark (und dem Moderator Johannes Paulmann, Mitte) auf dem Göttinger Historikertag 2014

Gerd Krumeich (* 4. Mai 1945 in Düsseldorf) ist ein deutscher Historiker. Er ist Experte für die Geschichte des Ersten Weltkriegs. Seine Forschungen dazu werden vor allem auch in Frankreich, aber auch in Großbritannien und in den Vereinigten Staaten geschätzt.

## Leben
Gerd Krumeich studierte von 1963 bis 1970 Geschichte und Romanistik an den Universitäten Düsseldorf, Göttingen, Innsbruck, Paris und Köln. Nach seiner Promotion 1975 war er als wissenschaftlicher Assistent am Lehrstuhl von Wolfgang J. Mommsen der Universität Düsseldorf tätig. Von 1980 bis 1983 war er zudem Stipendiat des Deutschen Historischen Instituts Paris. Im Jahre 1989 erfolgte schließlich die Habilitation zum Thema Jeanne d’Arc in der Geschichte und ein Jahr später der Ruf an die Albert-Ludwigs-Universität Freiburg, wo Krumeich bis 1997 lehrte. Als Nachfolger Mommsens war Krumeich von 1997 bis 2010 Lehrstuhlinhaber für Neuere Geschichte an der Heinrich-Heine-Universität Düsseldorf. Am 1. April 2010 ging er in den Ruhestand; seine Abschiedsvorlesung hielt er am 27. April 2010 zum Thema „Vom historischen Erzählen“.
Krumeich wohnt in Freiburg im Breisgau.

## Wirken
Krumeich war von Anfang an am Aufbau des Historial de la Grande Guerre in der französischen Stadt Péronne beteiligt, in dem der Erste Weltkrieg sowohl aus militärhistorischer als auch aus kultur-, sozial- und mentalitätsgeschichtlicher Perspektive betrachtet wird. Zudem war er Vize-Präsident des Comité Directeur du Centre de Recherche de l’Historial de la Grande Guerre.
Regelmäßig veranstaltete Krumeich Exkursionen zu den Schlachtfeldern an der Somme oder in Verdun. Von 2004 bis 2015 war er Leiter der Düsseldorfer Arbeitsstelle zur Edition einer wissenschaftlichen Max-Weber-Gesamtausgabe. Seine Forschungsarbeit, insbesondere zum Ersten Weltkrieg und zum Mythos um Jeanne d’Arc, sowie der wissenschaftliche Austausch zwischen deutschen und französischen Historikern, den Krumeich zum Teil ermöglicht hat, sind höchst angesehen. Die große Enzyklopädie zum Ersten Weltkrieg gilt mittlerweile als Standardwerk. Sein Beitrag zum Gedenkjahr des Ersten Weltkrieges 2014 wurde allerdings in der Fachwelt auch scharf kritisiert. Krumeich vertritt – im Gegensatz beispielsweise zu Christopher Clark – die These, das Deutsche Reich trage die Hauptschuld am Ausbruch des Ersten Weltkrieges. Den Friedensvertrag von Versailles bezeichnete Krumeich als überhart, da die Schuldzuweisung zu einseitig geregelt wurde.
Zu seinen Forschungsschwerpunkten zählen unter anderem das Thema Erster Weltkrieg mit besonderem Fokus auf die Mentalitätsgeschichte, zudem die Geschichte Frankreichs sowie die Militärgeschichte des 19. und 20. Jahrhunderts. Krumeich war 1995 an der Gründung des Arbeitskreises Militärgeschichte (AKM) beteiligt; von 1995 bis 2005 war er dessen 2. Vorsitzender; seit November 2005 ist er Ehrenvorsitzender des AKM.

## Schriften (Auswahl)

### Monographien
- Aufrüstung und Innenpolitik in Frankreich vor dem Ersten Weltkrieg. Die Einführung der dreijährigen Dienstpflicht 1913–1914 (= Veröffentlichungen des Instituts für Europäische Geschichte Mainz. Bd. 96 Abteilung Universalgeschichte). Steiner, Wiesbaden 1980, ISBN 3-515-02970-2 (Zugleich.: Düsseldorf, Universität, Dissertation, 1977).
- Jeanne d’Arc in der Geschichte. Historiographie – Kultur – Politik (= Francia. Beihefte Bd. 19). Thorbecke, Sigmaringen 1989, ISBN 3-7995-7319-4 (Zugleich: Düsseldorf, Universität, Habilitations-Schrift, 1988), online (PDF; 21,8 MB), (In französischer Sprache als: Jeanne d’Arc à travers l’histoire. Albin Michel, Paris 1993, ISBN 2-226-06651-9).
- Jeanne d’Arc. Die Geschichte der Jungfrau von Orleans (= Beck’sche Reihe 2396). C. H. Beck, München 2006, ISBN 3-406-53596-8.
- mit Stéphane Audoin-Rouzeau: Cicatrices. La Grande Guerre aujourd’hui. Photographies: Jean Richardot. Tallandier, Paris 2008, ISBN 978-2-84734-509-4.
- mit Jean-Jacques Becker: La Grande guerre. Une histoire franco–allemande. Tallandier, Paris 2008, ISBN 978-2-84734-415-8 (Deutsche Übersetzung: Der Große Krieg. Deutschland und Frankreich 1914–1918. Klartext-Verlag, Essen 2010, ISBN 978-3-8375-0171-1).
- mit Gerhard Hirschfeld: Deutschland im Ersten Weltkrieg. Fischer Verlag, Frankfurt am Main 2013, ISBN 978-3-10-029411-1.
- Juli 1914. Eine Bilanz. Mit einem Anhang: 50 Schlüsseldokumente zum Kriegsausbruch. Schöningh, Paderborn [u. a.] 2014, ISBN 978-3-506-77592-4. (Französische Übersetzung: Le feu aux poudres: Qui a déclenché la guerre? Paris, Belin 2014, ISBN 978-2-7011-9090-7).
- mit Antoine Prost: Verdun 1916. Die Schlacht und ihr Mythos aus deutsch-französischer Sicht. Aus dem Französischen von Ursula Böhme. Klartext, Essen 2016, ISBN 978-3-8375-1570-1. (Französisches Original: Verdun, 1916: Une histoire franco-allemande de la bataille. Paris, Éditions de Noyelles 2015, ISBN 978-2-286-12738-1).
- Deutschland, Frankreich und der Krieg. Historische Studien zu Politik, Militär und Kultur. Hg. von Susanne Brandt, Thomas Gerhards, Uta Hinz. Klartext, Essen 2015, ISBN 978-3-8375-1040-9.
- Die unbewältigte Niederlage. Das Trauma des Ersten Weltkriegs und die Weimarer Republik. Herder, Freiburg 2018, ISBN 978-3-451-39970-1. (Französische Übersetzung: L'impensable défaite: L'Allemagne déchirée, 1918–1933. Paris, Belin 2019, ISBN 978-2-7011-9534-6).
- Die Kriegsschulddiskussion im Schatten von Versailles 1919–1933. In: Reinhold Zilch (Hrsg.): Gottlieb von Jagow (1863–1935) und sein Umfeld. Ein kaiserlicher Spitzendiplomat zwischen Erstem Weltkrieg und Kriegs(un)schuldforschung. Workshop am 6./7. Juni 2019 in München, Historisches Kolleg. Veranstalter: Historische Kommission bei der Bayerischen Akademie der Wissenschaften; Leibniz-Sozietät der Wissenschaften zu Berlin; Finanziert von der DFG. Mit Beiträgen von Hans-Werner Hahn, Reinhold Zilch, Gerd Fesser, Hartwin Spenkuch, Gerd Krumeich, Jakob Müller, Piotr Szlanta, Christian Lüdtke, Martin Kröger. Sitzungsberichte der Leibniz-Sozietät der Wissenschaften zu Berlin, Band 142, Jahrgang 2020. trafo Wissenschaftsverlag Dr. Wolfgang Weist, Berlin 2020, ISBN 978-3-86464-179-4.
- Jeanne d’Arc. Seherin, Kriegerin, Heilige. München, C. H. Beck 2021, ISBN 978-3-406-76542-1.
- Als Hitler den Ersten Weltkrieg gewann. Die Nazis und die Deutschen 1921–1940. Verlag Herder, Freiburg 2024, ISBN 978-3-451-38568-1.

### Herausgeberschaften
- mit Gerhard Hirschfeld und Irina Renz: „Keiner fühlt sich hier mehr als Mensch“. Erlebnis und Wirkung des Ersten Weltkriegs (= Schriften der Bibliothek für Zeitgeschichte. NF Bd. 1). Klartext-Verlag, Essen 1993, ISBN 3-88474-004-0.
- mit Gerhard Hirschfeld u. a.: Kriegserfahrungen. Studien zur Sozial- und Mentalitätengeschichte des Ersten Weltkriegs (= Schriften der Bibliothek für Zeitgeschichte. NF Bd. 5). Klartext-Verlag, Essen 1997, ISBN 3-88474-538-7.
- mit Vittoria Borsò und Bernd Witte: Medialität und Gedächtnis. Interdisziplinäre Beiträge zur kulturellen Verarbeitung europäischer Krisen. Metzler, Stuttgart u. a. 2001, ISBN 3-476-45289-1.
- mit Silke Fehlemann: Versailles 1919. Ziele – Wirkung – Wahrnehmung, (= Schriften der Bibliothek für Zeitgeschichte. NF Bd. 14). Klartext-Verlag, Essen 2001, ISBN 3-88474-945-5.
- mit Jost Dülffer: Der verlorene Frieden. Politik und Kriegskultur nach 1918 (= Schriften der Bibliothek für Zeitgeschichte. NF Bd. 15). Klartext-Verlag, Essen 2002, ISBN 3-89861-075-6.
- mit Susanne Brandt: Schlachtenmythen. Ereignis – Erzählung – Erinnerung (= Europäische Geschichtsdarstellungen. Bd. 2). Böhlau, Köln u. a. 2003 ISBN 3-412-08703-3.
- mit Gerhard Hirschfeld, Irina Renz und Markus Pöhlmann: Enzyklopädie Erster Weltkrieg. Schöningh, Paderborn u. a. 2003, ISBN 3-506-73913-1.
- mit Joachim Schröder: Der Schatten des Weltkriegs. Die Ruhrbesetzung 1923 (= Düsseldorfer Schriften zur neueren Landesgeschichte und zur Geschichte Nordrhein-Westfalens. Bd. 69). Klartext-Verlag, Essen 2004, ISBN 3-89861-251-1.
- mit Gertrude Cepl-Kaufmann, Ulla Sommers und Jasmin Grande: Krieg und Utopie. Kunst, Literatur und Politik im Rheinland nach dem Ersten Weltkrieg. Klartext-Verlag, Essen 2006, ISBN 3-89861-619-3.
- mit Gerhard Hirschfeld und Irina Renz: Die Deutschen an der Somme. 1914–1918. Krieg, Besatzung, Verbrannte Erde. Klartext-Verlag, Essen 2006, ISBN 3-89861-567-7.
- mit Anke Hoffstadt und Arndt Weinrich: Nationalsozialismus und Erster Weltkrieg (= Schriften der Bibliothek für Zeitgeschichte. NF Bd. 24). Klartext-Verlag, Essen 2010, ISBN 978-3-8375-0195-7.